# Liste der Baudenkmäler in Langwied
Auf dieser Seite sind die Baudenkmäler im Münchner Stadtteil Langwied im Stadtbezirk 22 Aubing-Lochhausen-Langwied aufgelistet. Zu diesen Baudenkmälern gibt es auch eine Bildersammlung und ein Fotoalbum mit ausgewählten Bildern.
Diese Liste ist Teil der Liste der Baudenkmäler in München. Grundlage ist die Bayerische Denkmalliste, die auf Basis des bayerischen Denkmalschutzgesetzes vom 1. Oktober 1973 erstmals erstellt wurde und seither durch das Bayerische Landesamt für Denkmalpflege geführt und aktualisiert wird. Die folgenden Angaben ersetzen nicht die rechtsverbindliche Auskunft der Denkmalschutzbehörde.

## Ensembles
- Ortskern Langwied. Das im 17. und zu Beginn des 18. Jahrhunderts zweimal weitgehend zerstörte Dorf besitzt noch spürbar Bausubstanz aus dem späteren 18. und dem 19. Jahrhundert. Die bäuerlichen Anwesen aus dieser Zeit sind hauptsächlich am Waidachanger und z. T. an der Langwieder Hauptstraße und Im Stocket konzentriert. Ihre lockere Gruppierung entlang den gewundenen Straßen zusammen mit dem das Dorf durchfließenden Langwieder Bach vermitteln noch den Eindruck eines ungestörten Ensembles von ländlichem Charakter. (E-1-62-000-25)

## Einzelbauwerke
| Lage                                 | Objekt               | Beschreibung | Akten-Nr.       | Bild           |
| ------------------------------------ | -------------------- | --- | --------------- | -------------- |
| Berglwiesenstraße 134 (Standort)     | Bauernhaus           | zweigeschossiger Hakenhof mit Satteldach aus Wohngebäude und Stadel, im Kern 19. Jahrhundert, erweitert, 1903, erweitert um Stadel, 1908                                                                 | D-1-62-000-710  | weitere Bilder |
| Im Stocket 7 (Standort)              | Bauernhaus           | zweigeschossiger Satteldachbau, dreiseitig, mit eingeschossiger Scheune und Nebengebäude mit Satteldächern, Mitte 19. Jahrhundert                                                                        | D-1-62-000-2893 | weitere Bilder |
| Im Stocket 32 (Standort)             | Bauernhaus           | zweigeschossiger Satteldachbau mit Wohnhaus, verbrettertem Giebel, Stall und Stadel, Mitte 19. Jahrhundert                                                                                               | D-1-62-000-2895 | weitere Bilder |
| Langwieder Hauptstraße 70 (Standort) | Kunstmühle Langwied  | Mühlengebäude aus turmartigem Satteldachhaus mit Schleppdach, zweigeschossigem Walmdachbau und zweigeschossigem Wohnhaus mit Walmdach, einfache Putzfassaden, teils verbrettert, im Kern 18. Jahrhundert | D-1-62-000-3798 | weitere Bilder |
| Müllerstadelstraße 171 (Standort)    | Wohnhaus             | erdgeschossiger Mansardhalbwalmdachbau im Heimatstil, im Kern 2. Hälfte 19. Jahrhundert, umgebaut von Richard Riemerschmid 1907                                                                          | D-1-62-000-4632 | weitere Bilder |
| Waidachanger 9 (Standort)            | Landgasthof Langwied | ehemals Böswirth, zweigeschossiger Krüppelwalmdachbau mit einfacher Putzfassade, um 1900 | D-1-62-000-7303 | weitere Bilder |
| Waidachanger 12 (Standort)           | Bauernhaus           | zweigeschossiger Satteldachbau mit Wohnteil, Stall und Stadel, wohl 1. Hälfte 19. Jahrhundert | D-1-62-000-7305 | weitere Bilder |

## Ehemalige Baudenkmäler
In diesem Abschnitt sind Objekte aufgeführt, die früher einmal in der Denkmalliste eingetragen waren, jetzt aber nicht mehr. Objekte, die in anderem Zusammenhang also z. B. als Teil eines Baudenkmals weiter eingetragen sind, sollen hier nicht aufgeführt werden. Aktennummern in diesem Abschnitt sind ehemalige, jetzt nicht mehr gültige Aktennummern. 

| Lage                       | Objekt                | Beschreibung                                                                          | Akten-Nr. | Bild           |
| -------------------------- | --------------------- | ------------------------------------------------------------------------------------- | --------- | -------------- |
| Im Stocket 13 (Standort)   | Ehemaliges Bauernhaus | 2. Hälfte 19. Jahrhundert; aufgrund von Veränderungen aus der Denkmalliste gestrichen |           | weitere Bilder |
| Waidachanger 11 (Standort) | Schlichtes Wohnhaus   | Landhausstil, um 1900; aufgrund von Veränderungen aus der Denkmalliste gestrichen     |           | weitere Bilder |

## Abgegangene Baudenkmäler
In diesem Abschnitt sind Objekte aufgeführt, die früher einmal in der Denkmalliste eingetragen waren, jetzt aber nicht mehr existieren, z. B. weil sie abgebrochen wurden. Aktennummern in diesem Abschnitt sind ehemalige, jetzt nicht mehr gültige Aktennummern. 

| Lage                      | Objekt                                | Beschreibung                                      | Akten-Nr. | Bild |
| ------------------------- | ------------------------------------- | ------------------------------------------------- | --------- | ---- |
| Waidachanger 1 (Standort) | Ehemaliges erdgeschossiges Bauernhaus | 1979 nach Abbruch aus der Denkmalliste gestrichen |           | BW   |